# Citi Open 2022 - Qualificazioni singolare maschile
Le qualificazioni del singolare del Citi Open 2022 sono state un torneo di tennis preliminare per accedere alla fase finale della manifestazione. I vincitori dell'ultimo turno sono entrati di diritto nel tabellone principale. In caso di ritiro di uno o più giocatori aventi diritto, a questi sono subentrati i lucky loser, ossia i giocatori che hanno perso nell'ultimo turno ma che avevano una classifica più alta rispetto agli altri partecipanti che avevano comunque perso nel turno finale.

## Teste di serie
1. Tarō Daniel (qualificato)
2. Dominik Koepfer (qualificato)
3. Michael Mmoh (qualificato)
4. Mitchell Krueger (ultimo turno)
5. Antoine Escoffier (ultimo turno)
6. Wu Tung-lin (qualificato)

1. Bjorn Fratangelo (primo turno)
2. Borna Gojo (qualificato)
3. Yosuke Watanuki (qualificato)
4. Alex Rybakov (ultimo turno)
5. Shintaro Mochizuki (ultimo turno)
6. JC Aragone (ultimo turno)

## Qualificati
1. Tarō Daniel
2. Dominik Koepfer
3. Michael Mmoh

1. Yosuke Watanuki
2. Borna Gojo
3. Wu Tung-lin

## Tabellone

### Sezione 1
|  | Primo turno | Primo turno          | Primo turno | Primo turno | Primo turno |  |  | Ultimo turno | Ultimo turno | Ultimo turno | Ultimo turno | Ultimo turno |  |
|  |             |                      |             |             |             |  |  |              |              |              |              |              |  |
|  | 1           | Tarō Daniel          | Tarō Daniel | 6           | 6           |  |  |              |              |              |              |              |  |
|  | WC          | Noah Rubin           | Noah Rubin  | 2           | 0           |  |  | 1            | Tarō Daniel  | Tarō Daniel  | 6            | 6            |  |
|  |             | Thai-Son Kwiatkowski | 6           | 1           | 3           |  |  | 10           | Alex Rybakov | Alex Rybakov | 3            | 4            |  |
|  | 10          | Alex Rybakov         | 4           | 6           | 6           |  |  |              |              |              |              |              |  |

### Sezione 2
|  | Primo turno | Primo turno        | Primo turno        | Primo turno | Primo turno |  |  | Ultimo turno | Ultimo turno       | Ultimo turno       | Ultimo turno | Ultimo turno |  |
|  |             |                    |                    |             |             |  |  |              |                    |                    |              |              |  |
|  | 2           | Dominik Koepfer    | Dominik Koepfer    | 6           | 6           |  |  |              |                    |                    |              |              |  |
|  | WC          | Ryan Colby         | Ryan Colby         | 0           | 0           |  |  | 2            | Dominik Koepfer    | Dominik Koepfer    | 6            | 6            |  |
|  | Alt         | Alex Lawson        | Alex Lawson        | 1           | 2           |  |  | 11           | Shintaro Mochizuki | Shintaro Mochizuki | 3            | 4            |  |
|  | 11          | Shintaro Mochizuki | Shintaro Mochizuki | 6           | 6           |  |  |              |                    |                    |              |              |  |

### Sezione 3
|  | Primo turno | Primo turno       | Primo turno       | Primo turno | Primo turno |  |  | Ultimo turno | Ultimo turno | Ultimo turno | Ultimo turno | Ultimo turno |  |
|  |             |                   |                   |             |             |  |  |              |              |              |              |              |  |
|  | 3           | Michael Mmoh      | Michael Mmoh      | 6           | 6           |  |  |              |              |              |              |              |  |
|  | Alt         | Raymond Sarmiento | Raymond Sarmiento | 4           | 2           |  |  | 3            | Michael Mmoh | Michael Mmoh | 6            | 6            |  |
|  | Alt         | Bruno Kuzuhara    | 3                 | 7           | 4           |  |  | 12           | JC Aragone   | JC Aragone   | 3            | 1            |  |
|  | 12          | JC Aragone        | 6                 | 63          | 6           |  |  |              |              |              |              |              |  |

### Sezione 4
|  | Primo turno | Primo turno      | Primo turno      | Primo turno | Primo turno |  |  | Ultimo turno | Ultimo turno     | Ultimo turno     | Ultimo turno | Ultimo turno |  |
|  |             |                  |                  |             |             |  |  |              |                  |                  |              |              |  |
|  | 4           | Mitchell Krueger | Mitchell Krueger | 7           | 6           |  |  |              |                  |                  |              |              |  |
|  |             | Sekou Bangoura   | Sekou Bangoura   | 5           | 4           |  |  | 4            | Mitchell Krueger | Mitchell Krueger | 6(1)         | 3            |  |
|  | WC          | Andrew Fenty     | Andrew Fenty     | 5           | 0r          |  |  | 9            | Yosuke Watanuki  | Yosuke Watanuki  | 7            | 6            |  |
|  | 9           | Yosuke Watanuki  | Yosuke Watanuki  | 7           | 1           |  |  |              |                  |                  |              |              |  |

### Sezione 5
|  | Primo turno | Primo turno       | Primo turno       | Primo turno | Primo turno |  |  | Ultimo turno | Ultimo turno      | Ultimo turno      | Ultimo turno | Ultimo turno |  |
|  |             |                   |                   |             |             |  |  |              |                   |                   |              |              |  |
|  | 5           | Antoine Escoffier | Antoine Escoffier | 7           | 6           |  |  |              |                   |                   |              |              |  |
|  |             | Roberto Marcora   | Roberto Marcora   | 69          | 0           |  |  | 5            | Antoine Escoffier | Antoine Escoffier | 5            | 3            |  |
|  | Alt         | Robert Galloway   | Robert Galloway   | 3           | 4           |  |  | 8            | Borna Gojo        | Borna Gojo        | 7            | 6            |  |
|  | 8           | Borna Gojo        | Borna Gojo        | 6           | 6           |  |  |              |                   |                   |              |              |  |

### Sezione 6
|  | Primo turno | Primo turno      | Primo turno      | Primo turno | Primo turno |  |  | Ultimo turno | Ultimo turno | Ultimo turno | Ultimo turno | Ultimo turno |  |
|  |             |                  |                  |             |             |  |  |              |              |              |              |              |  |
|  | 6           | Wu Tung-lin      | Wu Tung-lin      | 6           | 6           |  |  |              |              |              |              |              |  |
|  | WC          | Benjamin Kittay  | Benjamin Kittay  | 3           | 3           |  |  | 6            | Wu Tung-lin  | Wu Tung-lin  | 6            | 7            |  |
|  | Alt         | Luke Saville     | Luke Saville     | 7           | 6           |  |  | Alt          | Luke Saville | Luke Saville | 2            | 5            |  |
|  | 7           | Bjorn Fratangelo | Bjorn Fratangelo | 64          | 2           |  |  |              |              |              |              |              |  |